# Esther Barsel
Esther Barsel (sinh ngày 17 tháng 10 năm 1924, tại Raguva, Litva; mất ngày 6 tháng 10 năm 2008, tại Johannesburg) là một nhà hoạt động chính trị người Nam Phi và là thành viên lâu đời của Đảng Cộng sản Nam Phi (SACP). Cô là thành viên của cả chi nhánh Quốc hội Châu Phi tại địa phương và Chi nhánh Trung tâm SACP của SACP.

## Tiểu sử

### Lý lịch
Barsel là con gái của Joseph Levin của Kubelake từ Ukraine và Sonia Garenblumaite của Raguva từ Litva. Joseph Levin cho biết ông đã thoát khỏi pogrom ở Ukraine khi ông chuyển đến Raguva vào khoảng năm 1915. Sau đó, ông lấy nhận dạng danh tính của một người chết - Lieb Lurije để tránh bị phát hiện.
Khi mẹ của Barsel gặp Joseph Levin, ''eg đã sống dưới cái tên giả là Leib Lurije. Hồ sơ khai sinh của Esther trong các hồ sơ quan trọng của Raguva cho thấy mẹ cô Sonia tên là Garenblumaite ở Litva, và trong bản gốc tiếng Yiddish phiên âm sẽ là Garnblum. Nghề nghiệp của cha Esther là thương nhân, cư dân của Raguva. Hồ sơ sinh của cô cho thấy cha cô là một người đàn ông đã chết được hai năm.
Năm 1926 Joseph Levin đã đến Nam Phi dưới danh tính Lurije, đổi tên trở lại thành Levin khi đến Nam Phi. Esther được 6 tháng tuổi khi ông rời Litva. Ông ở với anh trai của Sonia là Abraham Bloom (ex Garrenblum) ở Middelburg. Esther và mẹ Sonia theo sau vào năm 1927; hồ sơ nhập cảnh vào Nam Phi cho thấy Esther Luriane (3 tuổi) đến năm 1927 bằng thuyền. Joseph Levin sau đó mua một cửa hàng trang trại từ Middelburg mà ông bán trong khoảng 1936 khoảng 18 dặm. Sau đó, họ chuyển đến Johannesburg.

### Sự nghiệp chính trị
Esther là người tham gia sớm vào Cuộc đấu tranh giải phóng chống lại Apartheid, gia nhập SACP khi mới mười bốn tuổi.
Esther làm thư ký / kế toán cho những người bạn của Liên Xô, nơi cô gặp Hymie Barsel, điều phối viên của dự án. Họ kết hôn tại Johannesburg vào ngày 4/12/1945. Họ đi du lịch đất nước cùng nhau quảng bá tư tưởng Karl Marx.
Hymie Barsel bị buộc tội trong Phiên tòa phản quốc năm 1956. Một nhóm gồm 156 nhà hoạt động trắng đen - bao gồm Chánh Albert Lutuli, Oliver Tambo, Nelson Mandela và Walter Sisulu - đã được đưa vào bến tàu sau một cuộc đàn áp toàn quốc sau khi thông qua Hiến chương Tự do tại Đại hội Nhân dân ở Kliptown vào cuối năm 1955. Nhóm này đại diện cho gần như toàn bộ người điều hành của ANC toàn châu Phi lúc bấy giờ, Đại hội Dân chủ da trắng, Đại hội Nam Phi Ấn Độ, Đại hội Nhân dân da màu và Đại hội Công đoàn Nam Phi. Cùng nhau, họ được gọi là Liên minh Quốc hội, và họ rất nghiêm khắc khi nhà nước buộc tội họ có tội phản quốc và âm mưu sử dụng bạo lực để lật đổ chính phủ. Hình phạt dĩ nhiên là tử hình.